# Chó chăn cừu Kavkaz
Chó chăn cừu Kavkaz hay Kavkazskaya ovcharka (tiếng Armenia: Կովկասյան հովվաշուն "Kovkasyan hovvashun", tiếng Azerbaijani: Qafqaz Iti, tiếng Gruzia: კავკასიური ნაგაზი "Kavkasiuri nagazi", tiếng Ossetia: Аргъонахъ Arghonaq, Tiếng Nga: Kavkazskaïa Ovcharka), viết tắt là KO là giống chó chăn cừu có nguồn gốc từ vùng Kavkaz. Đây là loại chó chăn cừu có kích thước lớn, thuộc chủng loài chó chăn gia súc và canh gác thời cổ đại, xuất hiện từ trước rất lâu sự hình thành quốc gia đầu tiên của châu Âu.
Ngày nay, ta có thể gặp được Kavkazskaya ovcharka trên khắp lãnh thổ các quốc gia thuộc Liên Bang Xô Viết cũ. Tính cách đặc trưng của giống chó này là quyết đoán, mạnh mẽ, dũng cảm. Tuy nhiên, trừ khi được dạy dỗ và huấn luyện đúng cách nếu không loài chó này sẽ cực kỳ hung dữ và không thể kiểm soát, nó không chấp nhận những người nó không quen và sẵn sàng tấn công họ bất cứ lúc nào.

## Lịch sử
Chó chăn cừu Kavkaz thuộc chủng canh gác và chăn gia súc thời cổ đại, xuất hiện rất sớm, từ trước khi quốc gia đầu tiên của châu Âu hình thành. Dãy núi Caucasus là nơi sinh sống của một trong những giống chó ngao (Molosser) sống lâu nhất là chó núi Caucasian, chúng đã tồn tại từ thời cổ đại phục vụ những người chăn cừu ở vùng núi Caucasus, bảo vệ con cừu khỏi những kẻ săn mồi, chủ yếu là chó sói, chó rừng và gấu, cuộc sống của người chăn nuôi là không thể nếu không có những con chó này. Сó nguồn gốc từ vùng Kavkaz (Caucas) đây là loại chó săn cừu có kích thước lớn thuộc chủng loài chó chăn gia súc và canh gác thời cổ đại, xuất hiện từ trước rất lâu sự hình thành quốc gia đầu tiên của châu Âu. Ngày nay có thể gặp được chúng trên khắp lãnh thổ các quốc gia thuộc Liên Bang Xô Viết cũ. Những con chó trình diễn, còn được gọi là Caucasian Ovcharka. Chó chăn cừu Caucasian là một giống chó chuẩn được các tổ chức nuôi chó lớn công nhận, bao gồm American Kennel Club, Fédération Cynologique Internationale và United Kennel Club.

## Đặc điểm
Sở hữu khối cơ thể khổng lồ với chiều cao 0,85 mét, nặng đến 85 kg, chó chăn cừu Kavkaz nổi tiếng là giống chó chọi khổng lồ, dũng mãnh. Chúng có thể chịu đựng mọi loại thời tiết khắc nghiệt. Nhờ việc xuất hiện rất sớm trên thế giới nên giống chó này được tự nhiên "tôi luyện" không chỉ với cơ thể vạm vỡ, hàm răng chắc khỏe có cú đớp theo kiểu xé nát, chó KO còn thể hiện sự quyết đoán và dũng cảm. Chiều cao của chó đực cao không dưới 65 cm, chó cái không dưới 62 cm Trọng lượng của chúng từ 45 – 75 kg. Thân thể vai, lưng rộng, vạm vỡ khỏe mạnh. Eo ngắn, rộng, hơi cong. Ngực rộng, sâu. Cổ ngắn, đầy sức mạnh, hướng từ 30° đến 40° so với lưng. Đầu khá to, hộp sọ rộng lớn với kết cấu hình vòng cứng chắc, phía trước hộp sọ rộng, có một rãnh nhỏ chia đôi hộp sọ.
Mõm chúng ngắn hơn hộp sọ, vát nhẹ, Răng trắng khỏe, phát triển đều, khít, không bị hổng chân răng, răng cửa chắc chắn, có cú đớp theo kiểu xé nát. Với lực cắn khủng khiếp lên đến 700 PSI (mạnh hơn cú cắn của sư tử), chó chăn cừu Kavkaz là "sát thủ" bẩm sinh đáng sợ nhất. Mắt nhỏ tối màu, có hình ô van. Mũi khỏe, rộng, màu đen, ngoài ra có thể có mũi màu nâu đối với các giống chó có mõm màu trắng hoặc vàng nhạt. Tai vểnh cao màu xám (với các sắc thái từ xám đen đến xám rơm nhạt) với màu hơi hung đỏ pha trộn giữa trắng, nâu đỏ vện, vằn, đốm, khoang. Đây là một con chó lớn, hơi chắc nịch. Hình dáng thêm thô, bộ xương khổng lồ, hệ thống cơ phát triển tốt, sức khỏe rất tốt tràn đầy năng lượng. Dễ dàng phân biệt theo giới tính, con đực cao hơn, lớn hơn, ngực lớn hơn, với một cái đầu nặng nề, với một bờm rõ rệt. Những màu sắc chính hầu hết các giống khác nhau về một loạt các màu sắc: màu xám đậm, khoang, vện, xám sable, vện, màu trắng, màu vàng nhạt, nâu, kết hợp với tất cả các màu.
- Đầu - khổng lồ hình nêm, với xương gò má rộng, một cái giếng trồng mới.
- Mõm - khá rộng, với bộ hàm mạnh mẽ. Cắn trực tiếp hoặc kéo. Mắt nhỏ, màu tối. Mũi màu đen, chó màu ánh sáng cho phép làm rõ thùy da.
- Đôi tai nhỏ, rộng và cao quy định. Các tiêu chuẩn cho phép tai không cắt.
- Ngực - rộng, sâu, phát triển tốt.
- Bụng- vừa phải thắt chặt.
- Đuôi - Nằm trên cao, lên đến khuỷu chân sau, lúc nào cũng lắc lắc trong vui mừng, đôi lúc như một chiếc nhẫn hoặc dựng.
- Chân - lớn, tròn, cong, trông như một khối u. Phía trước và phía sau chân - mạnh mẽ, cơ bắp, thẳng và đặt song song. .
- Bước đi - thoải mái, đàn hồi, thong thả
- Chạy: chân sau đặc trưng của một sự lấy đà mạnh.
- Lông: phía ngoài thô, thẳng; chiều dài lông ít nhất 5 cm, được phát triển tốt.
- Phía trước đầu và phía trước chân tay được bảo vệ với một lớp lông ngắn và dày đặc, ở chân thì dày và mịn.

## Tính nết

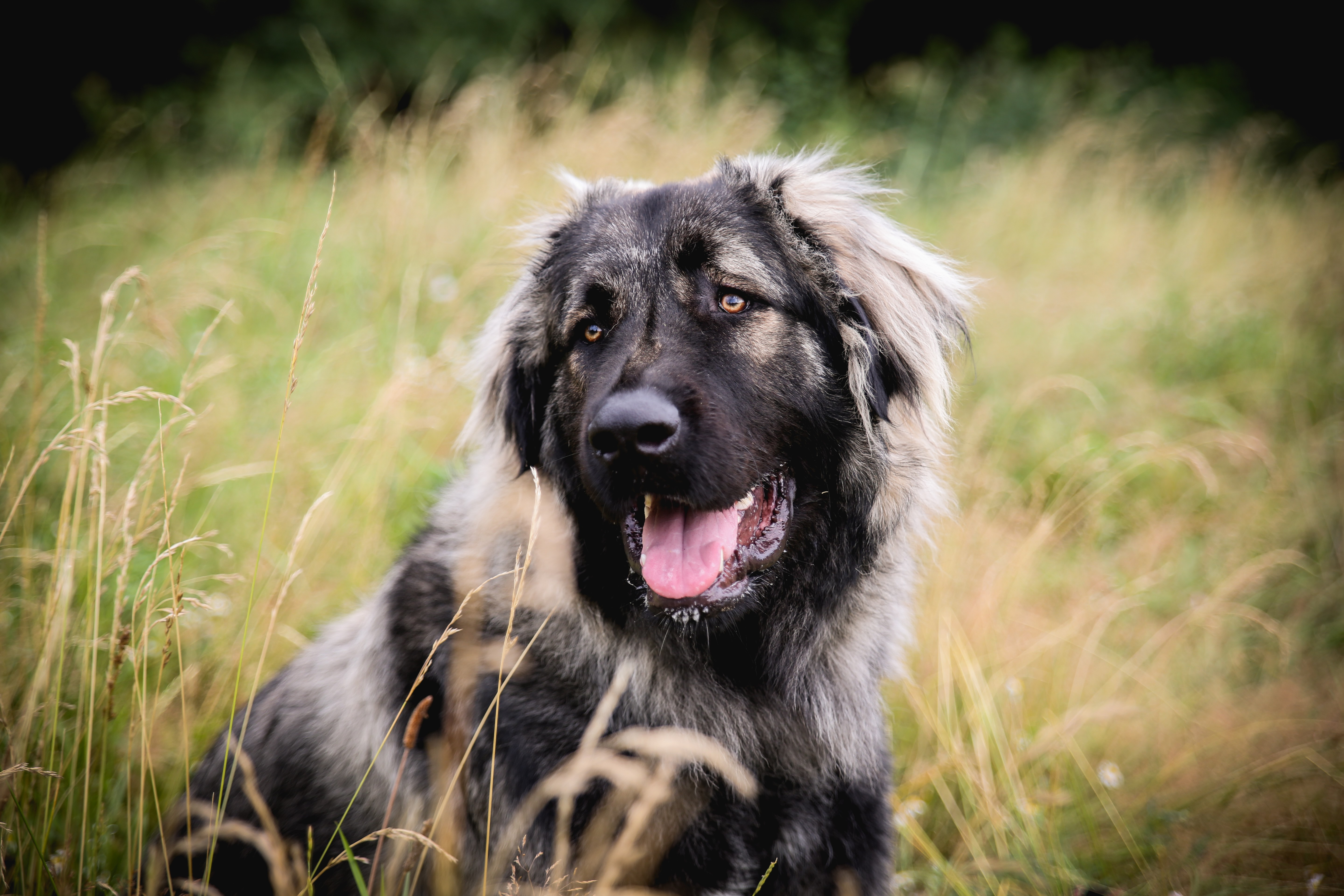
Chó KO khá hung dữ

Trước khi được con người thuần chủng, chó chọi KO là kẻ cực kỳ hung dữ và không thể kiểm soát. Chúng máu chiến đến mức sẵn sàng lao vào cắn xé người lạ. KO sống trên các thảo nguyên có chân dài và thể tạng khôi vĩ. Hơn những họ hàng cùng dòng giống sống ở vùng đồi núi. Chó KO được ca ngợi như một người lính gác. Quy định chuẩn đầu tiên về giống này được công nhận vào năm 1931. Vì là giống chó độc lập, quyết đoán và gan lì, không phải người chủ nào cũng có cơ hội huấn luyện và chăm sóc chúng. Với tính cách đó, chúng chỉ quy phục những người chủ dày dạn kinh nghiệm.
Chúng có sức chịu đựng rất tốt, không đòi hỏi sự chăm sóc và có thể thích nghi với nhiều điều kiện thời tiết khác nhau. Là loài chó có tố chất canh gác bẩm sinh, hiếm khi hòa nhã với người ngoài. KO tự lập và không bị lệ thuộc, có tính cách rất mạnh mẽ và hoàn toàn không phù hợp với người chủ yếu ớt hoặc không có kinh nghiệm, cần phải có bàn tay thật cứng rắn và đầy kinh nghiệm mới có thể dạy dỗ chúng phát triển đúng hướng. Vì vậy, KO không phải là loài chó phù hợp để nuôi trong thành phố. Bản chất hung hãn của Ovcharka Caucasian làm cho nó trở thành một trong những giống chó nguy hiểm nhất sở hữu nếu không được đào tạo đúng cách, nó sẽ thường xuyên chụp vào những người xa lạ hoặc bất cứ ai mà họ nhận thấy như là một mối đe dọa

## Sức khoẻ
Chó chăn cừu cừu nói chung là khỏe mạnh và có tuổi thọ cao, trung bình một khoảng thời gian 10-12 năm. Một số con chó có vấn đề về sức khoẻ dưới dạng Chứng loạn sản xương hông của chó, béo phì và thỉnh thoảng có vấn đề về tim, nhưng đa số những con chó này khỏe mạnh nếu được chăm sóc chính xác. Những người gây giống chó giỏi sẽ sử dụng phương pháp kiểm tra di truyền của giống bố mẹ để giảm nguy cơ mắc bệnh ở chó con. Đôi tai của chó chăn cừu Caucasian được cắt xén khi chúng được 1-2 tháng, mặc dù một số người chủ vẫn không cho chó của mình cắt tai, vì nhiều người tin rằng cách làm này là phi đạo đức và độc ác. Nếu được nuôi dưỡng bởi những người có kiến thức, nguy cơ các vấn đề sức khoẻ sẽ được đi giảm đáng kể. Tập thể dục và chơi với chúng là một phần quan trọng trong cuộc đời của người chăn cừu của Caucasus để giúp ngăn ngừa chứng béo phì. Các hoạt động ngoài trời như đi bộ đường dài, chơi với một số con chó khác có thể là một cách tốt để giải phóng năng lượng.

## Đào tạo
Chó chăn cừu Caucasian đòi hỏi phải đào tạo rất cụ thể và chi tiết. Từ lứa tuổi 0-9 tháng sự vâng phục của con chó đã được hình thành. Đề nghị một chuyên gia bắt đầu đào tạo con chó từ 7 đến 8 tháng tuổi. Việc đào tạo có liên quan đến giai đoạn này cần được hướng dẫn nhẹ về việc giảng dạy về sự vâng phục. Điều quan trọng là phơi bày con chó với một số lượng xã hội hoá rộng lớn để dạy nó rằng không phải tất cả con người đều là kẻ thù, bắt đầu thói quen này từ khi còn trẻ có thể hữu ích. Chó chăn cừu người Caucasian không được khuyến khích đưa vào các gia đình có con nhỏ do bản năng người giám hộ và cơ thể mạnh mẽ của họ. Là một con chó mạnh có thể sống trong bất kỳ khí hậu. Những con chó con được sinh ra chăm sóc cẩn thận nên chúng rất thông minh, độc lập ngay từ khi còn nhỏ. Chúng cũng nên được tiếp xúc với nhiều con vất khác và con người khác từ nhỏ sẽ giảm được sự hung hãn với con người và động vật khác.